# Oxasulfuron
Oxasulfuron ist ein Pflanzenschutzwirkstoff und gehört zur Klasse der Sulfonylharnstoff-Herbizide. Es ist ein beiger Feststoff.

## Geschichte
Oxasulfuron wurde von Novartis Crop Protection (heute Syngenta) entwickelt und 1996 eingeführt.

## Wirkung
Oxasulfuron ist ein selektives Herbizid. Über die Wurzeln und Knoten wird es aufgenommen und zum meristematischen Gewebe weitertransportiert. Der Wirkstoff dient als ALS-Inhibitor. Dabei wird die Biosynthese der Aminosäuren L-Leucin, L-Isoleucin und L-Valin, also einiger essentieller Aminosäuren, inhibiert. Dadurch wird die Zellteilung gehemmt, sodass es zum Wachstumsstillstand kommt. Letztendlich verblassen die Pflanzen und es bilden sich Nekrosen, weshalb die Unkräuter absterben.

## Verwendung
Es wird hauptsächlich gegen breitblättrige Unkräuter und Gräser in Sojakulturen eingesetzt.

## Umweltaspekte
Oxasulfuron ist nicht bienengiftig, aber chronisch gewässergefährdend. Der Abbau erfolgt hydrolytisch und mikrobiell bei einer Halbwertszeit von ca. 14 Tagen.

## Nachweis
In Pflanzen und Böden kann eine Rückstandsbestimmung mittels HPLC-Methode durchgeführt werden. Dabei wird ein UV-Detektor benötigt.

## Zulassungsstatus
In Deutschland sind bislang keine Pflanzenschutzmittel zugelassen, die diesen Wirkstoff enthalten. In der EU darf Oxasulfuron benutzt werden.